# Reginald Sheffield (1946)
Pour l’article homonyme, voir Reginald Sheffield.

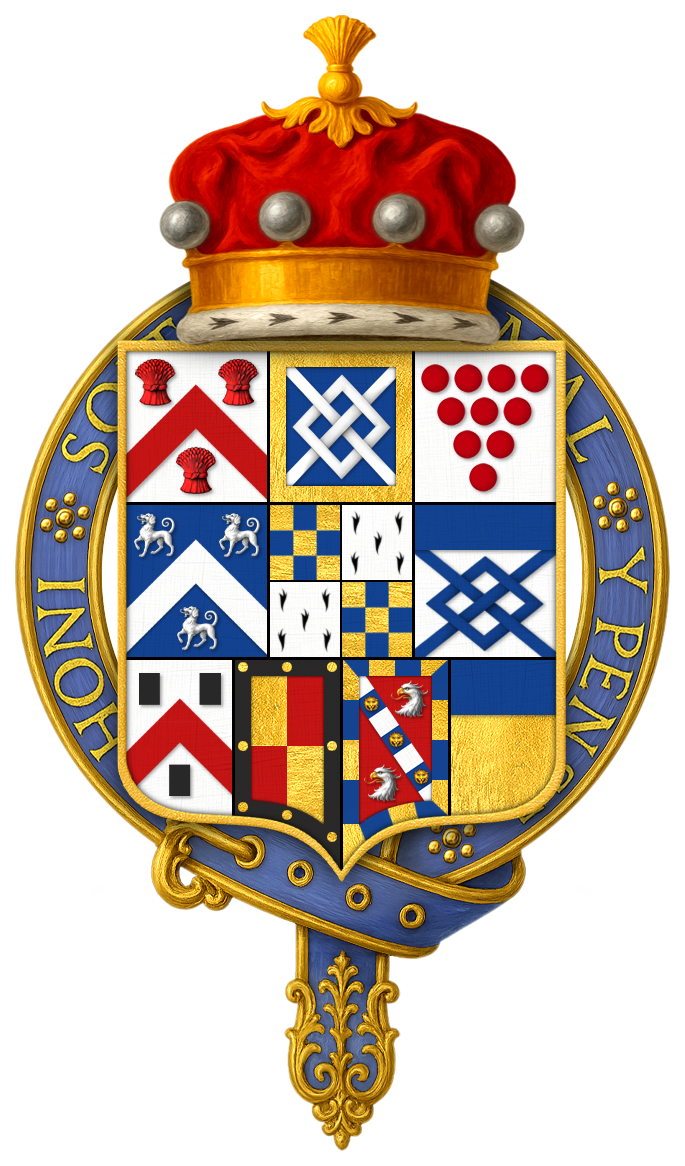
Armorial du 3e baron Sheffield KG

Reginald Adrian Berkeley Sheffield (né le 9 mai 1946) est un propriétaire foncier et aristocrate britannique, beau-père de l'ex premier ministre britannique David Cameron.

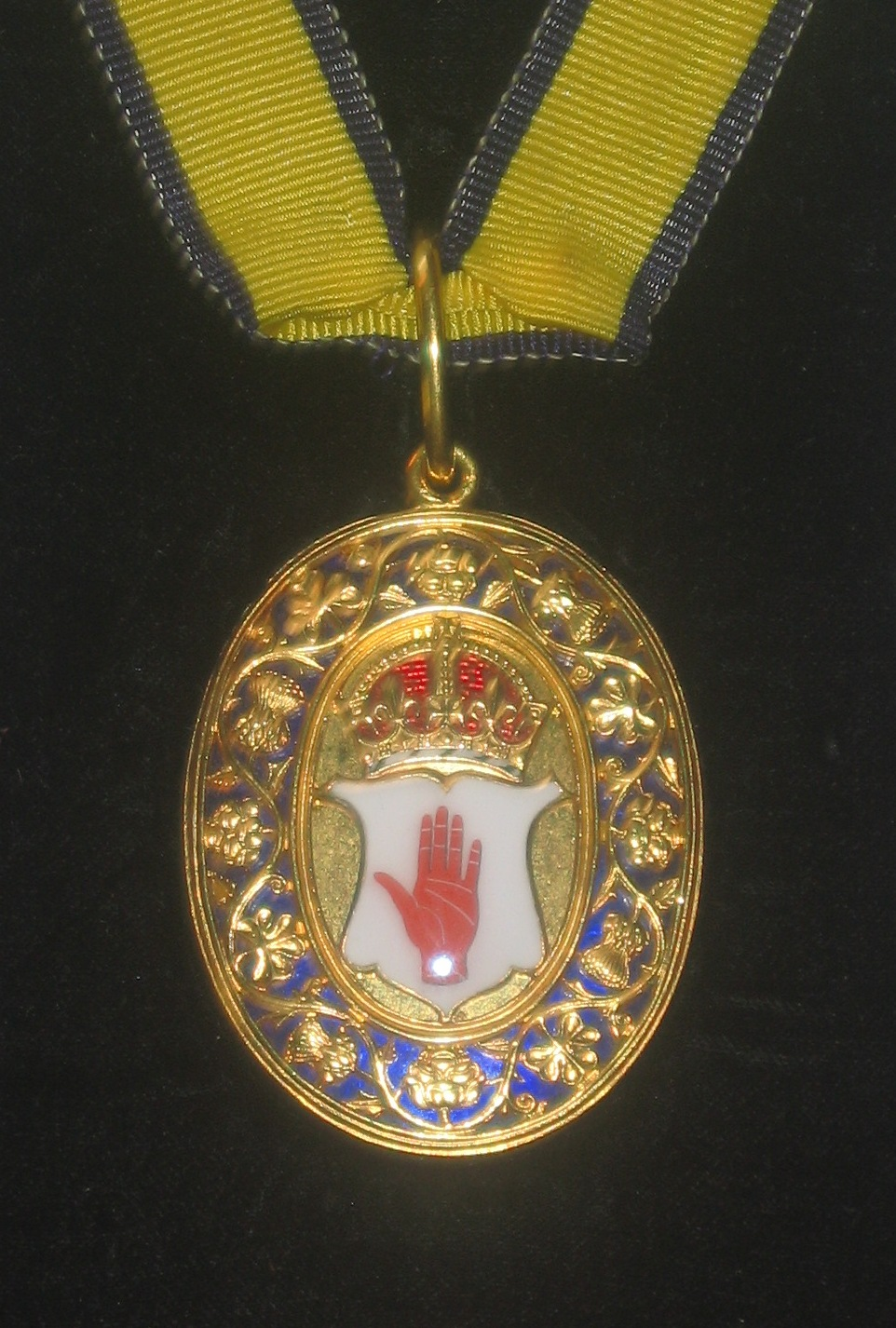
Insigne baronnet

## Biographie
Scolarisé à l'Eton College en Angleterre, il est élu conseiller comtal (C.C.) pour l'Humberside de 1985 à 1993, représentant du Parti conservateur. Ancien président du F.C. Scunthorpe aussi, depuis 1985 il est nommé par la reine Élisabeth II en tant que Deputy Lieutenant du comté de Lincolnshire.
L'héritier des domaines ancêtraux, Reginald Sheffield est propriétaire de trois châteaux anglais :
- Thealby Hall, dans le Lincolnshire, le siège familial ;
- Sutton Park dans le Yorkshire et ;
- Normanby Hall dans le Lincolnshire[3].

## Famille
D'ascendance noble, les baronnets Sheffield descendent des anciens barons Sheffield, descendants illégitimes des ducs de Buckingham et Normanby.
Il succède en 1977 au titre héréditaire de baronnet à la mort de son oncle célibataire, Robert Sheffield, le 7e baronnet et fils aîné de Berkeley Sheffield, 6e baronnet, et son épouse, Julia-Mary (née van Tuyll), fille du baron van Tuyll.
Reginald épouse, en 1969, Annabel Jones (mariée en secondes noces en 1976 au 4e vicomte Astor), dont :
- Samantha Gwendoline Sheffield (née 1971), femme de David Cameron ;
- Emily Julia Sheffield (née 1973)[5].

Il se marie en secondes noces, en 1977, à Victoria Penelope née Walker, dont :
- Robert Charles Berkeley Sheffield (né 1984), héritier apparent à la baronnetie[6] ;
- Alice Daisy Victoria Sheffield (née 1980), femme d'Étienne Cadestin depuis 2013[7] ;
- Lucy Mary Sheffield (née 1981), femme de Thomas Jackson depuis 2011[8].